# Burkland
Burkland est une web-série de genre créée par Grégory Beghin. Le pilote a été mis en ligne sur le site de la RTBF le 7 octobre 2015. Ce pilote a remporté le vote du public organisé par la RTBF et a décroché une enveloppe de production pour une saison complète diffusée à partir du printemps 2016.
La série est centrée sur la petite ville de Burkland dans laquelle une étrange épidémie survient. Une journaliste (Stéphanie Van Vyve) mène l'enquête sur ce phénomène quelques mois après les événements. La série est réalisée en partie avec la technique du found footage.

## Synopsis
Jack (Real Siellez) et Julie (Melissa Leon Martin) passent par la petite ville de Burkland pendant leur voyage de noces. Lors d'un arrêt dans un diner américain, ils se retrouvent pris au milieu d'une vague de panique liée à d'étranges assaillants. Quelques mois plus tard, une journaliste mène l'enquête sur leur disparition en se basant sur les images retrouvées dans leur smartphone.

## Distribution
| Acteur              | Personnage(s) | Saisons           |
| ------------------- | ------------- | ----------------- |
| Stéphanie Van Vyve  | Lou Martinez  | Toutes (régulier) |
| Real Siellez        | Jack          | Toutes (régulier) |
| Melissa Leon Martin | Julia         | Toutes (régulier) |

## Production
La série est née à la suite du deuxième appel à projets pour la web-série lancé par la cellule Webcréation & Transmédia de la RTBF et à la suite duquel quatre pilotes ont été produits avec une enveloppe de 10 000 euros chacun. Les pilotes étaient ensuite soumis au vote du public qui pouvait décider de la série qui serait produite.
La web-série a été tournée principalement dans le village de Onhaye en Province de Namur.

## Récompenses
- Marseille Web Fest 2016 : "Meilleure réalisation" (Grégory Beghin)[5]
- Marseille Web Fest 2016 : "Meilleur montage" (Grégoire Dessy)
- Liège Web Fest 2016 : "Prix KissKissBankBank"[6]
- Paris Courts Devant 2016 : "Prix de la Web-série"[7]
- Los Angeles Web Fest 2017 : "Meilleur son"
- Los Angeles Web Fest 2017 : "Meilleurs effets spéciaux"
- Los Angeles Web Fest 2017 : "Meilleur montage"[8]
- Vancouver Web Fest 2018 : "Meilleure websérie horreur"[9]